# Sands’ Panzerwels
Sands’ Panzerwels (Hoplisoma davidsandsi, Synonym: Corydoras davidsandsi) ist ein aus Brasilien stammender Panzer- und Schwielenwels. Der Artzusatz davidsandsi bezieht sich auf David D. Sands, für „seinen verkannten Beitrag zur Popularität der Welsartigen“.

## Merkmale
Hoplisoma davidsandsi erreicht eine maximale Standardlänge von 4,4 cm.

## Verbreitung
Hoplisoma davidsandsi kommt im Rio Negro Einzugsgebiet in Brasilien vor. Typenfundort ist der Rio Unini im Weißwasser Gebiet des Rio Negro.

## Lebensweise
Die Art lebt als Schwarmfisch in den unteren Regionen des Gewässers, wo er mit seinen Barteln auf dem Wassergrund nach Nahrung sucht.

## Aquarienhaltung
Die friedfertigen Tiere werden häufig in Aquarien gehalten, wobei sie jedoch in Gruppen von mindestens sechs Fischen gehalten werden sollten. Außerdem ist darauf zu achten, dass die Tiere hinreichende Versteckmöglichkeiten finden sollten und als Darmatmer freien Zugang zur Wasseroberfläche benötigen.